# Dolmen de la Fabière

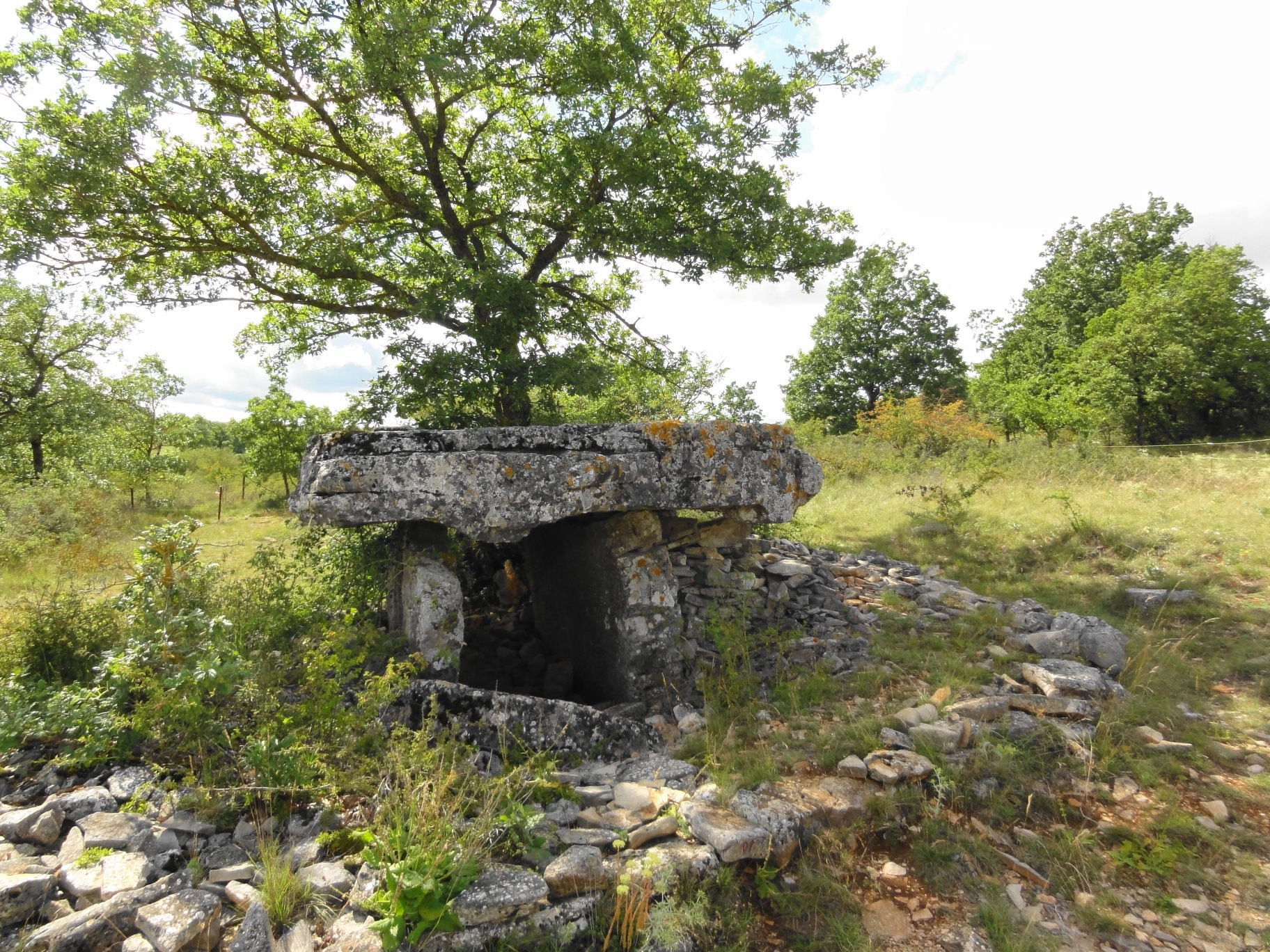
Dolmen de la Fabière

Der Dolmen de la Fabière ist ein Dolmen nördlich von La Cavalerie und nördlich eines großen Steinbruchs auf der Causse du Larzac (Kalkstein-Hochebene) im Zentralmassiv im Département Aveyron in Frankreich. Dolmen ist in Frankreich der Oberbegriff für neolithische Megalithanlagen aller Art (siehe: Französische Nomenklatur).
Das Ganggrab (französisch Dolmen à couloir) mit dem allseits überstehenden Deckstein von 4,40 m Länge und 3,20 m Breite und einem Gewicht von etwa 19 Tonnen liegt im Rest eines langgestreckten Grabhügels, dessen Rand aus niedrigerem Trockenmauerwerk besteht. Die Kammer ist 3,40 m lang.

Dolmen de la Fabière
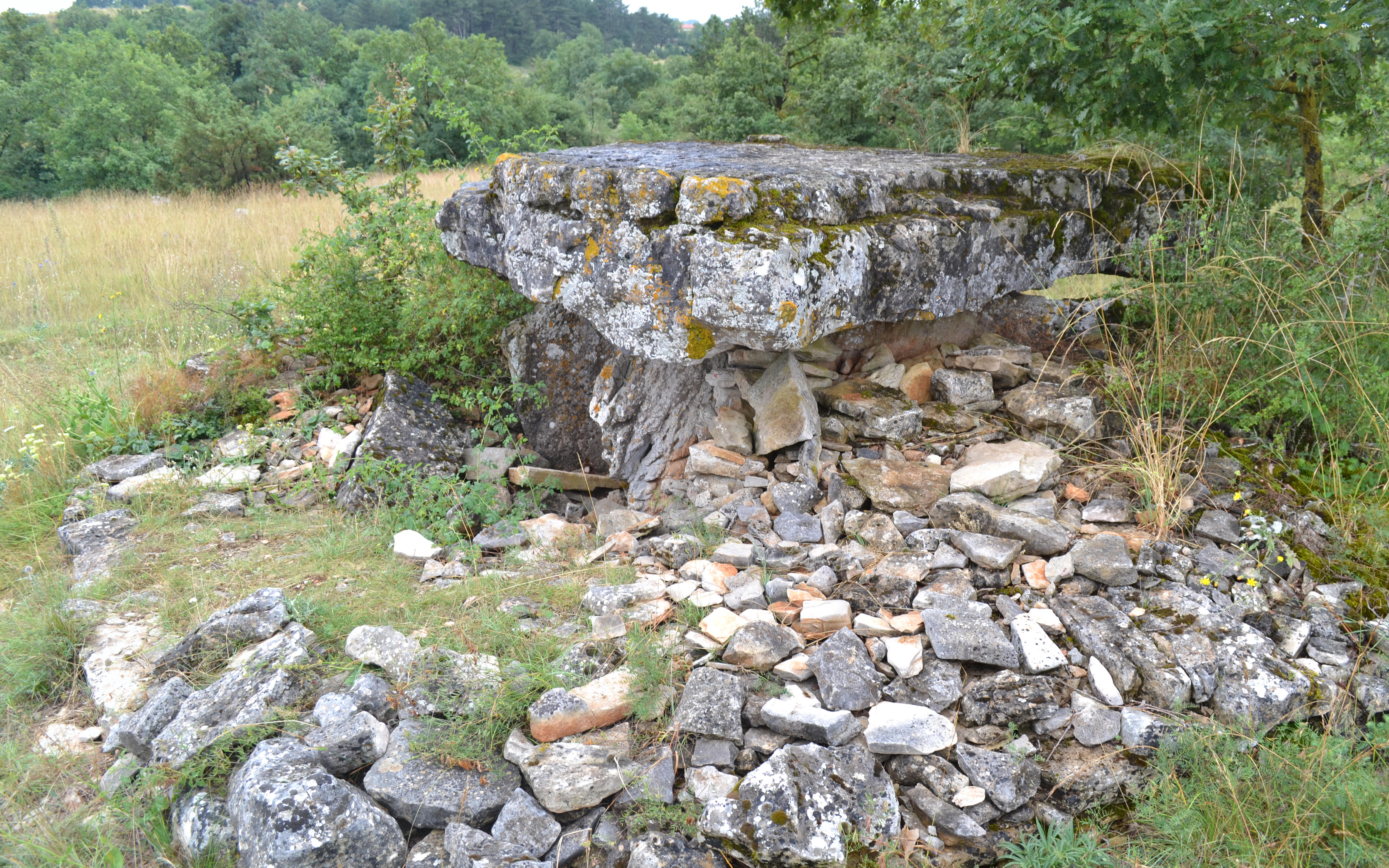
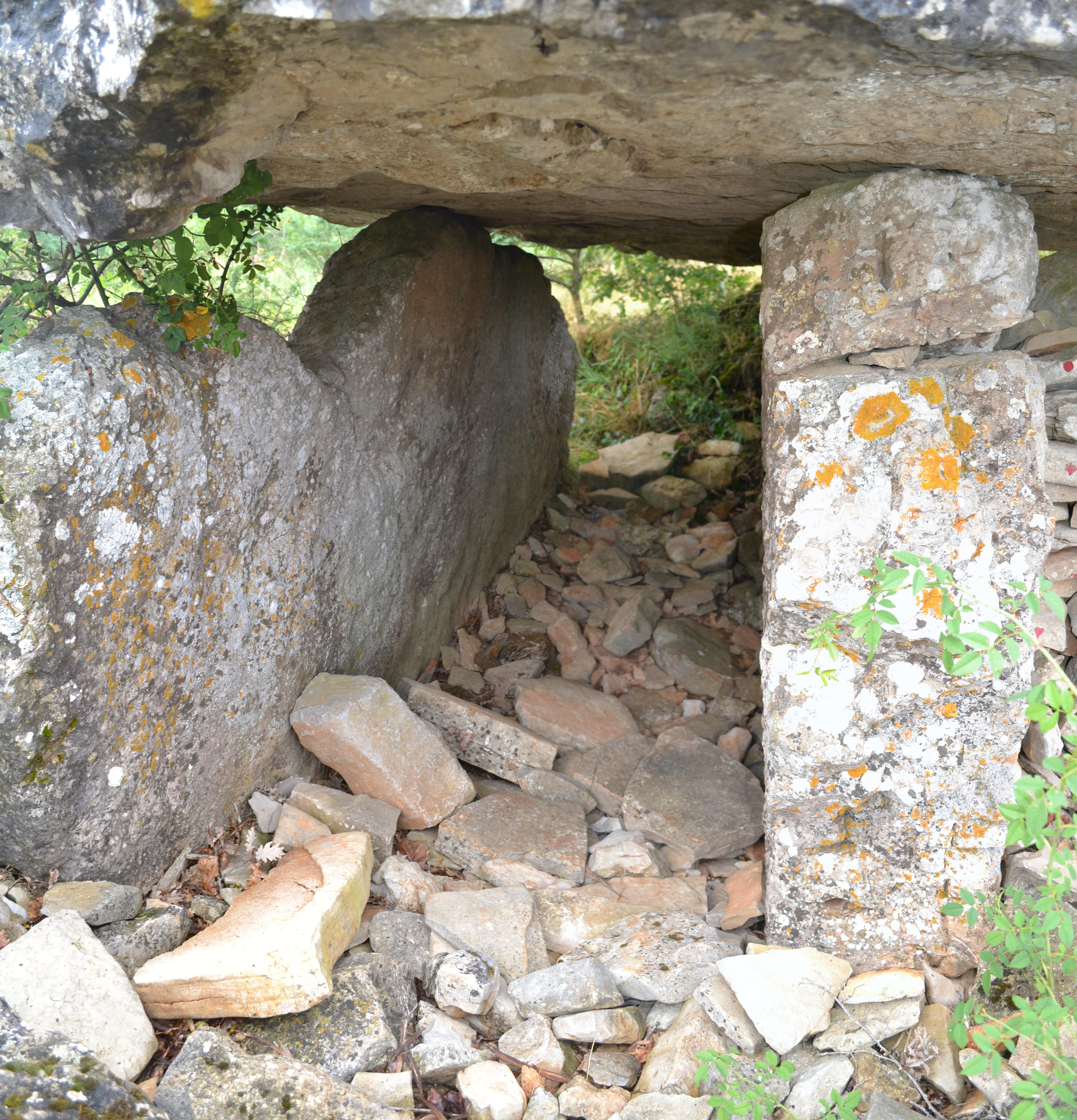
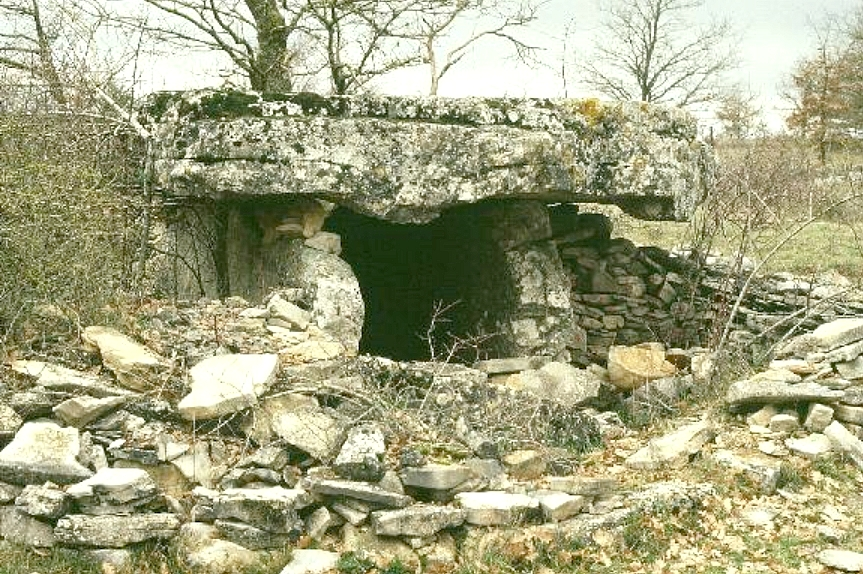

Der Dolmen ist seit 1889 als Monument historique geschützt.
In der Nähe liegt der Dolmen von Jonquet. Die Dolmen im Aveyron treten oft in Gruppen auf und 92 % aller Dolmen wurden aus Kalksteinplatten errichtet.